# Густав Корнеліус Гурлітт
Густав Корнеліус Гурлітт (нім. Gustav Cornelius Gurlitt; 10 лютого 1820, Альтона (нині Гамбург) — 17 червня 1901 Альтона) — німецький композитор.

## Життя і творчість
Г. К. Гурлітт вивчав музику протягом шести років під керівництвом Йоганна Рудольфа Рейнеке. Після перших вдалих виступів у 17-тирічному віці він продовжує своє навчання в Копенгагені. Тут молодий музикант вчиться органної та фортепіанної гри, мистецтва композиції у Крістофа Вейзе. Під час цього навчання в Данії Гурлітт знайомиться з композитором Нільсом Вільгельмом Гаде, і зберігає з ним дружні стосунки протягом усього життя.
З 1842 року композитор протягом чотирьох років живе в комуні Хьорсхольм поблизу Копенгагена, потім переїжджає в Лейпциг, де керує концертами в місцевому Гевандхаузе. Пізніше він приїжджає в Рим — тут викладав живопис його брат, художник Луїс Гурлітт. У Римі музичний талант Корнеліуса Гурлітта швидко знайшов визнання: вже в 1855 році він стає почесним членом папської «Академії ді Санта-Цецилія» (Accademia di Santa Cecilia), в тому ж році він стає професором музики. У Римі Корнеліус також успішно займається живописом.
Після повернення в рідну Альтону Крістіан Август (1798—1869), герцог Шлезвіг-Гольштейн-Зондербург-Августенбургський, запрошує Корнеліуса на місце вчителя для своїх двох дочок. Під час Шлезвіг-Гольштейнської війни (1848—1851) Гурлітт служить офіцером в музичній частині данської армії. Після закінчення бойових дій він стає королівським музичним директором Альтони. У 1864 році Гурлітт служить органістом в Альтоні, з 1879 року він — професор композиції в Гамбурзі.
Як композитор Гурлітт був багатогранний і вельми продуктивний. Він створив численні солоспіви, дві оперети, оперу, симфонії, етюди, твори камерної музики. Однак найбільш він відомий як теоретик музики, автор композицій для фортепіано, які аж до наших днів використовуються для навчання початківців музикантів.
З 1847 року Корнеліус Гурлітт був в Альтоні членом масонської ложі «Карл у скелях» (Carl zum Felsen).